# Christoph Brüx
Christoph Brüx (sinh ngày 13 tháng 12 năm 1965) tại Đức là một nghệ sĩ dương cầm, nhà soạn nhạc và nhà sản xuất nhạc, họa sĩ và nhà điêu khắc người Đức. Brüx đi du lịch nhiều nơi, ông tiếp nhận nhiều thể loại âm nhạc và kết hợp chúng vào các sáng tác của mình và phim ảnh. Ông đã viết nhạc cho No Angels, Matthias Reim, Bro'Sis, The Underdog Project, Brooklyn Bounce và cho Phim.

Ông sống và làm việc tại Hamburg. 

#### Tác phẩm điêu khắc và Hội họa

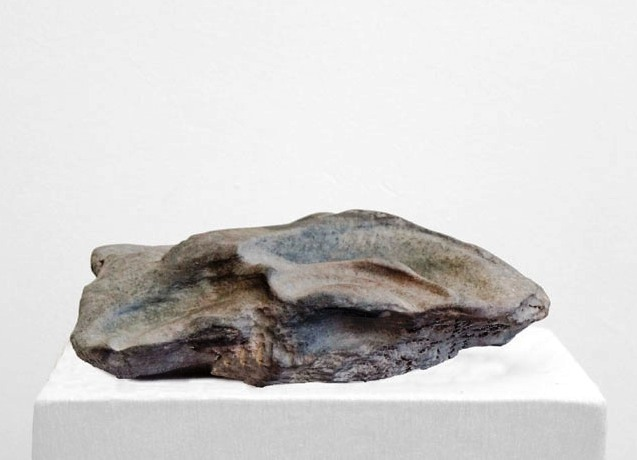
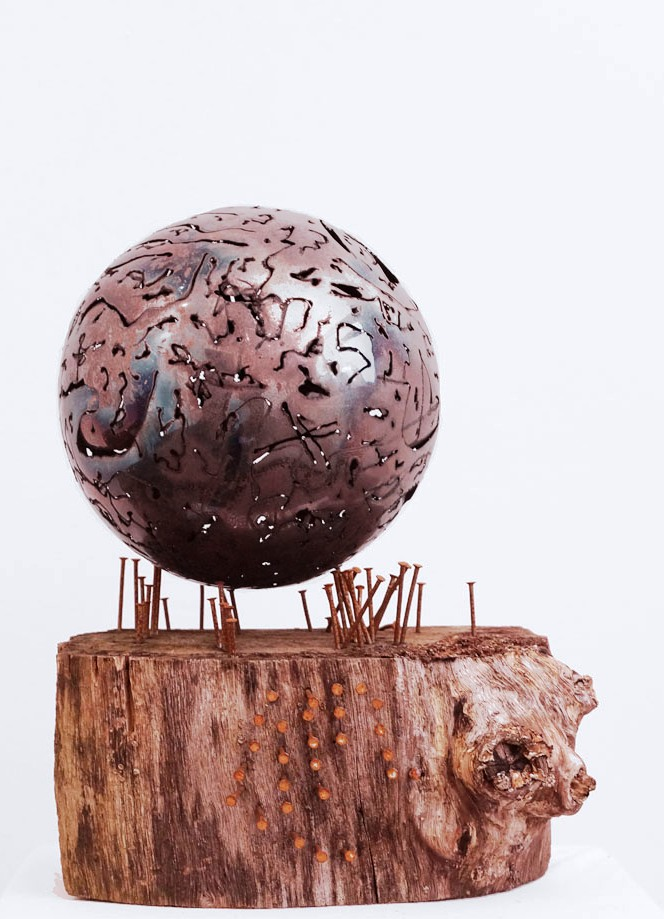
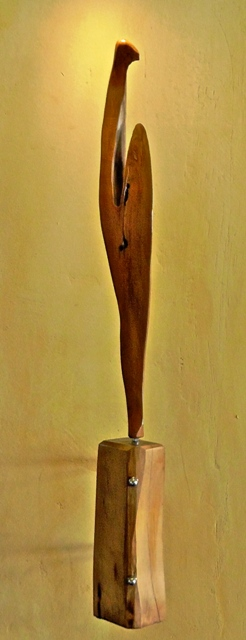
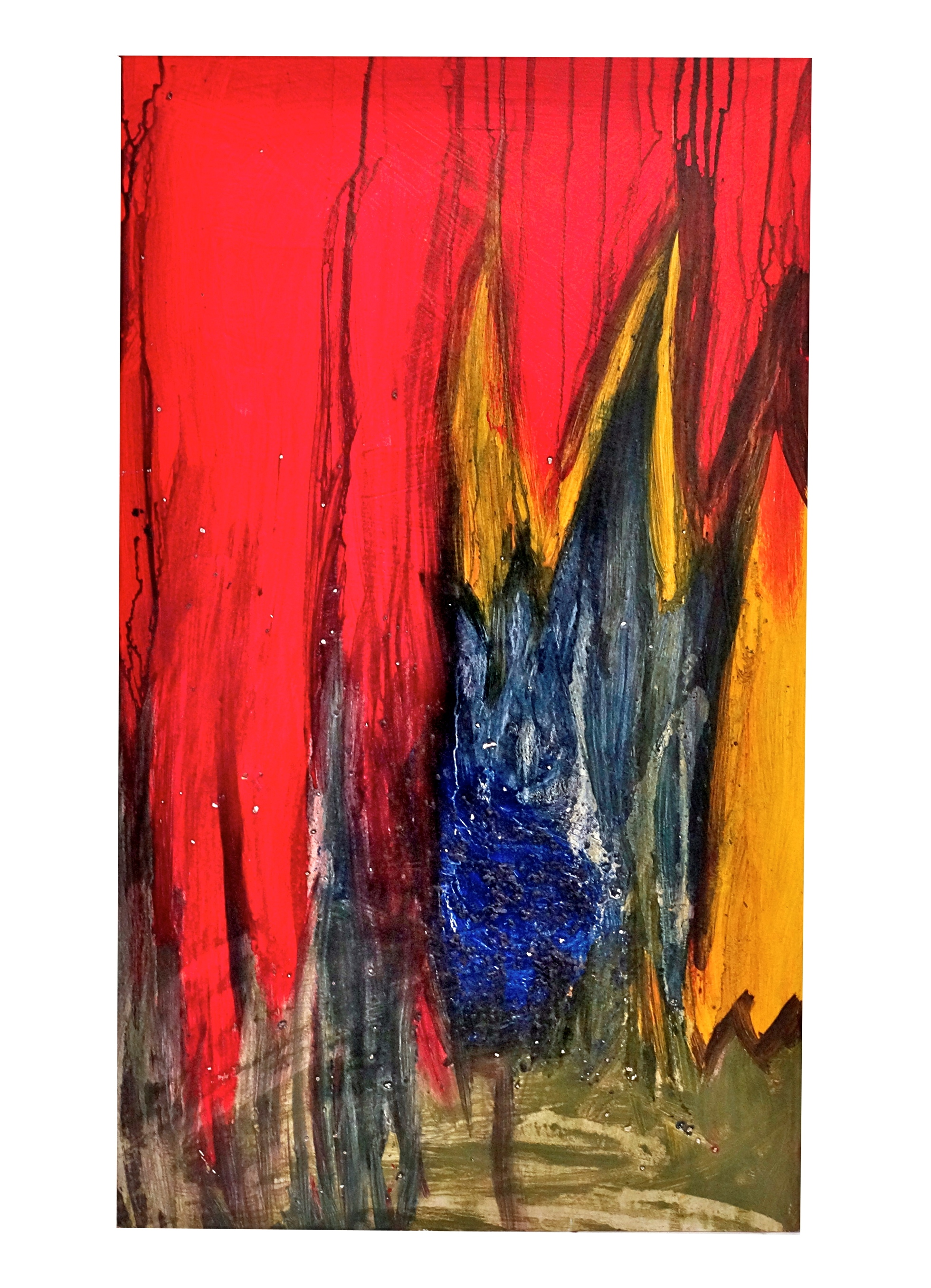
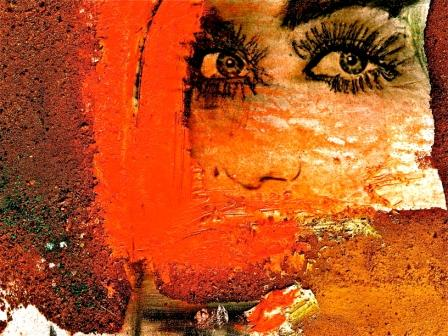
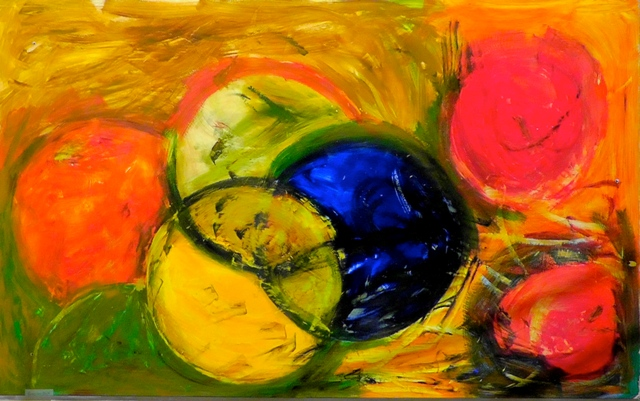

## Các dự án

#### nhóm nhạc (Lựa chọn)
- SMC Unity[1]

Thành viên: Sofie St. Claire, Matthias Menck, Christoph Brüx
- Dolphin Sound[2]

Thành viên: Christoph Brüx, Matthias Menck

#### Diskografi (Lựa chọn)
| Năm  | Nghệ sĩ                             | Tiêu đề                                                 |
| ---- | ----------------------------------- | ------------------------------------------------------- |
| 1993 | SMC Unity                           | Move'n Groove                                           |
| 1994 | SMC Unity                           | Make It Happen                                          |
| 1995 | Matthias Reim                       | Tina geht tanzen (Phòng, chống ma túy bài hát)          |
| 1995 | Matthias Reim                       | Ist das Liebe?                                          |
| 1995 | Matthias Reim                       | Alles klar                                              |
| 1996 | Dolphin Sound                       | The Circle                                              |
| 1997 | Matthias Reim                       | Wenn du gehen willst, musst du gehen                    |
| 1997 | Matthias Reim                       | Das erste Mal                                           |
| 1998 | Sweet Sour                          | Pick A Number                                           |
| 2000 | The Underdog Project                | Tonight                                                 |
| 2000 | Anna David                          | P.Y.B. (Pretty Young Boy)                               |
| 2001 | Double M.                           | Featuring Sophie* - Friday Nite                         |
| 2001 | Brooklyn Bounce                     | Born To Bounce (Music Is My Destiny)                    |
| 2002 | Bro'Sis                             | All I Wanna Know                                        |
| 2002 | Bro'Sis                             | Let Me Know                                             |
| 2002 | The Underdog Project                | I Can't Handle It (Alex K Mix)                          |
| 2003 | The Underdog Project                | Winter Jam                                              |
| 2003 | Vanessa S.                          | Shining                                                 |
| 2003 | No Angels                           | Angel of Mine (Album Pure)                              |
| 2004 | Novastar (2)                        | Summer Jam                                              |
| 2005 | 18auf12 feat. Gary Krosnoff         | Back to St. Pauli                                       |
| 2006 | Tony Cook & The Trunk-O-Funk        | Cash Advance                                            |
| 2007 | Alex Prinz u.a.                     | Try to write a lovesong (môi trường xung quanh âm nhạc) |
| 2010 | 18auf12: 100 Sinh Nhật FC St. Pauli | One Hundred Beers (100 loại bia)                        |

#### Điện ảnh và Truyền hình
- Für die Familie (khuyến khích gia đình)- Phim ngắn, Đức 2004[14]
- Alina- Các phim- Đức 2005[15]
- Alinas Traum (Giấc mơ của Alina)- Phim truyền hình Đức 2005

## hợp tác
| - No Angels - Matthias Reim - Bro'Sis - The Underdog Project - Brooklyn Bounce - Vanessa S - Anke Engelke - Marc et Claude | - Al Jarreau - Kool & the Gang - Matthias Menck (Double M.) - Thomas Hettwer - Tina Turner - Niklas Schmidt - David Hasselhoff - Bonnie Tyler | - Jasmin Wagner (Blümchen) - Reinhard Fendrich - Anna David - Tony Cook - Moloko |